# Франценхајм
Франценхајм (њем. Franzenheim) општина је у њемачкој савезној држави Рајна-Палатинат. Једно је од 103 општинска средишта округа Трир-Сарбург. Према процјени из 2010. у општини је живјело 347 становника. Посједује регионалну шифру (AGS) 7235027.

## Географски и демографски подаци
Франценхајм се налази у савезној држави Рајна-Палатинат у округу Трир-Сарбург. Општина се налази на надморској висини од 310 метара. Површина општине износи 6,4 km². У самом мјесту је, према процјени из 2010. године, живјело 347 становника. Просјечна густина становништва износи 54 становника/km².